# Stephen Hihetah
Stephen „Fane” Hihetah (n. 23 septembrie 1991, Greater London, Anglia, Regatul Unit) este un rugbist român. Acesta a jucat pentru Hull RUFC și pentru Echipa națională de rugby a României, până să fie suspendat în Decembrie 2019 timp de 4 ani pentru că a fost găsit pozitiv la un test anti-doping. Acesta s-a născut la Londra, din mamă din România și tată din Ghana și reprezintă la nivel internațional România.